# Harry Prime
Harry Prime (East Falls, 5 maart 1920 - Chalfont, 15 juni 2017) was een Amerikaanse bigband-zanger, die onder meer opnamen maakte met Tommy Dorsey.
In 1944 won hij een amateurwedstrijd in 400 Club in Washington, waardoor hij er een week kon optreden. In New York zong hij regelmatig voor CBS-radio en in 1946 werd hij zanger bij het orkest van Randy Brooks, waar hij tot 1947 bleef. Hierna zong Prime in de groep van Jack Fina, die in hotels optrad. In het begin van 1948 zong hij op zes opnames van bandleider Tommy Dorsey, waaronder de hit "Until", en in 1949 werd hij vocalist in het orkest van Ralph Flanagan, waar hij tot 1954 bleef. Met Flanagan maakt hij 65 opnames. In de jaren daarna werkte hij als diskjockey. Hij bleef echter tot in de jaren tien van de 21ste eeuw zingen. In 2003 verscheen er nog een cd van Prime.
Hij werd 97 jaar oud.

## Discografie
Met Ralph Flanagan:
- Dancing in the Dark, Montpellier, 2007
- Big Band Sound, Collector's Choice, 1998

Met Randy Brooks:
- Tempo For Randy (2 nummers met Prime), Hallmark (mp3)